# Église Saint-Jean de L'Aigle
L'église Saint-Jean de L'Aigle est une église située à L'Aigle, dans le département de l'Orne, en France.

## Localisation
L'église Saint-Jean est située au centre de la ville de L'Aigle. Elle dépend de la paroisse catholique de « Saint-Martin-en-Ouche », au sein du diocèse de Séez.

## Histoire
À l'origine, l'église est une ancienne chapelle funéraire située à l'entrée d'un cimetière disparut en 1821. Elle est érigée en paroisse en 1350,.
L'édifice est remanié au cours du XVe siècle. La charpente de la nef date de 1555.
Le porche d'entrée, ainsi que le bas-côté situé au nord de l'église, ont été ajoutés au cours du XVIIIe siècle,
L'église est endommagée au cours du bombardement de la ville par les Alliés le 7 juin 1944,. Elle est restaurée dans les années 1960 et rouverte au culte en 1964.

## Architecture

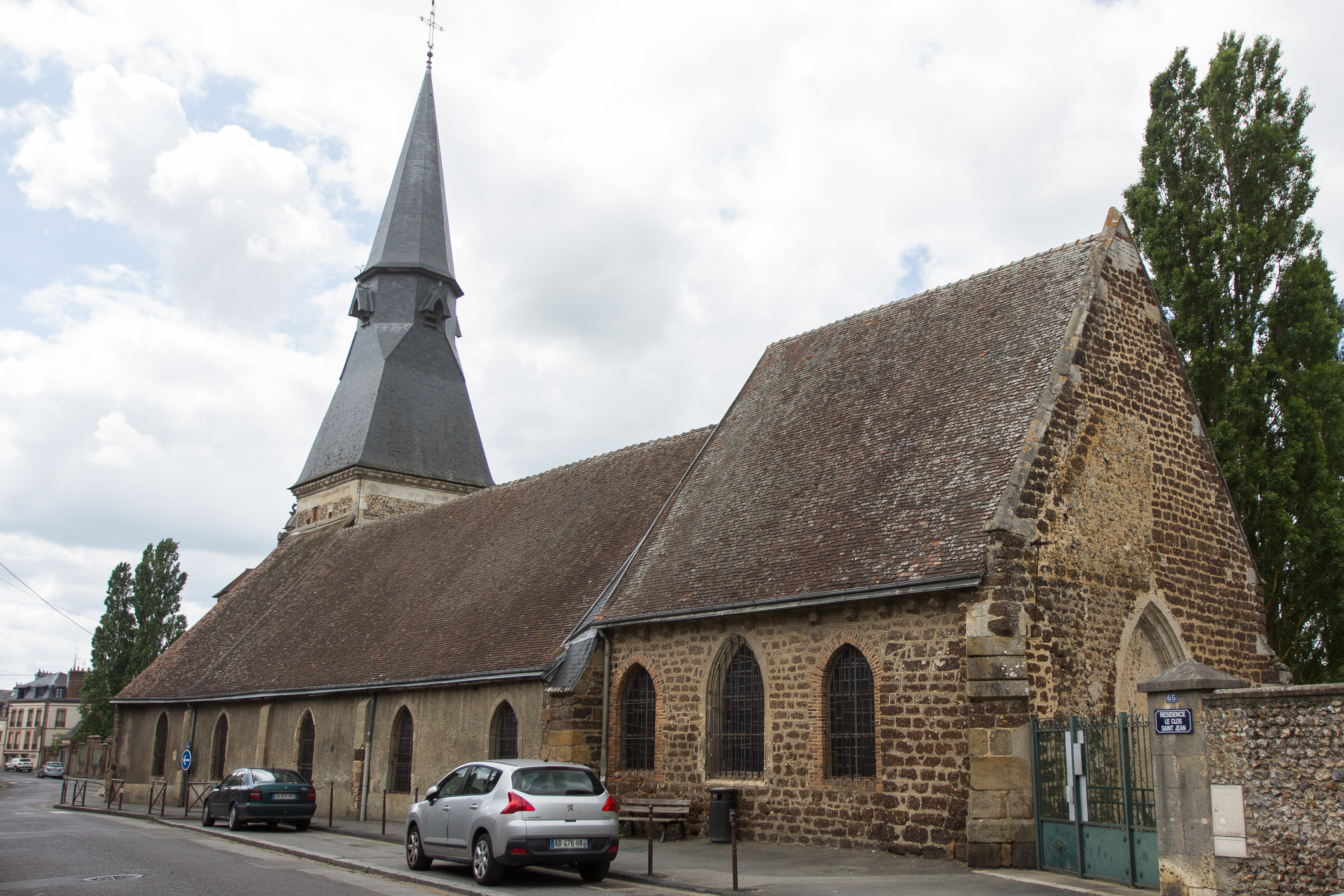
Vue de la façade sud de l'église.

L'église Saint-Jean est un édifice rectangulaire, de plan allongé sans transept, bâti selon une orientation est - ouest (le chœur étant orienté à l'est et le porche à l'ouest).
Le flanc nord de la nef est flanqué d'un collatéral ajouté ultérieurement à la construction de l'église ; le chœur se termine par un chevet plat.
Le clocher de l'église, situé à l'extrémité ouest de la nef, est couvert d'une toiture de plan carré, puis d'une flèche de plan octogonal. Sa façade occidentale est construite en pierre de taille. Cinq statues, placées sous des dais et datant de la fin du XVe siècle, ornent cette façade. Elles représentent (de gauche à droite) : une femme posée sur un dragon, saint Denis, saint Jean-Baptiste, le Christ à la colonne et la Vierge.
L'édifice actuel est inscrit au titre des monuments historiques par arrêté du 25 septembre 1985.

Sélection de vues de l'église.
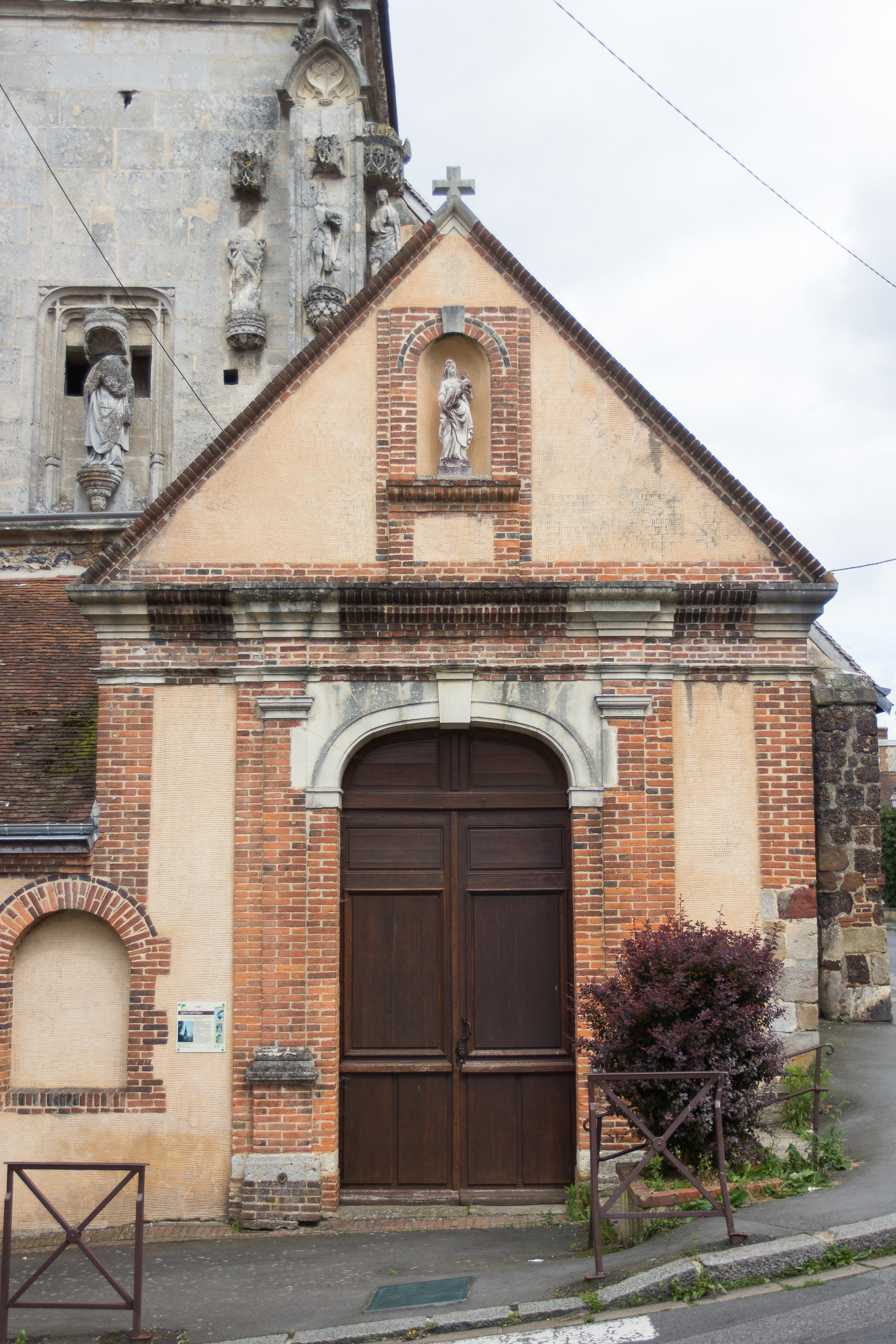
Le porche de l'église.
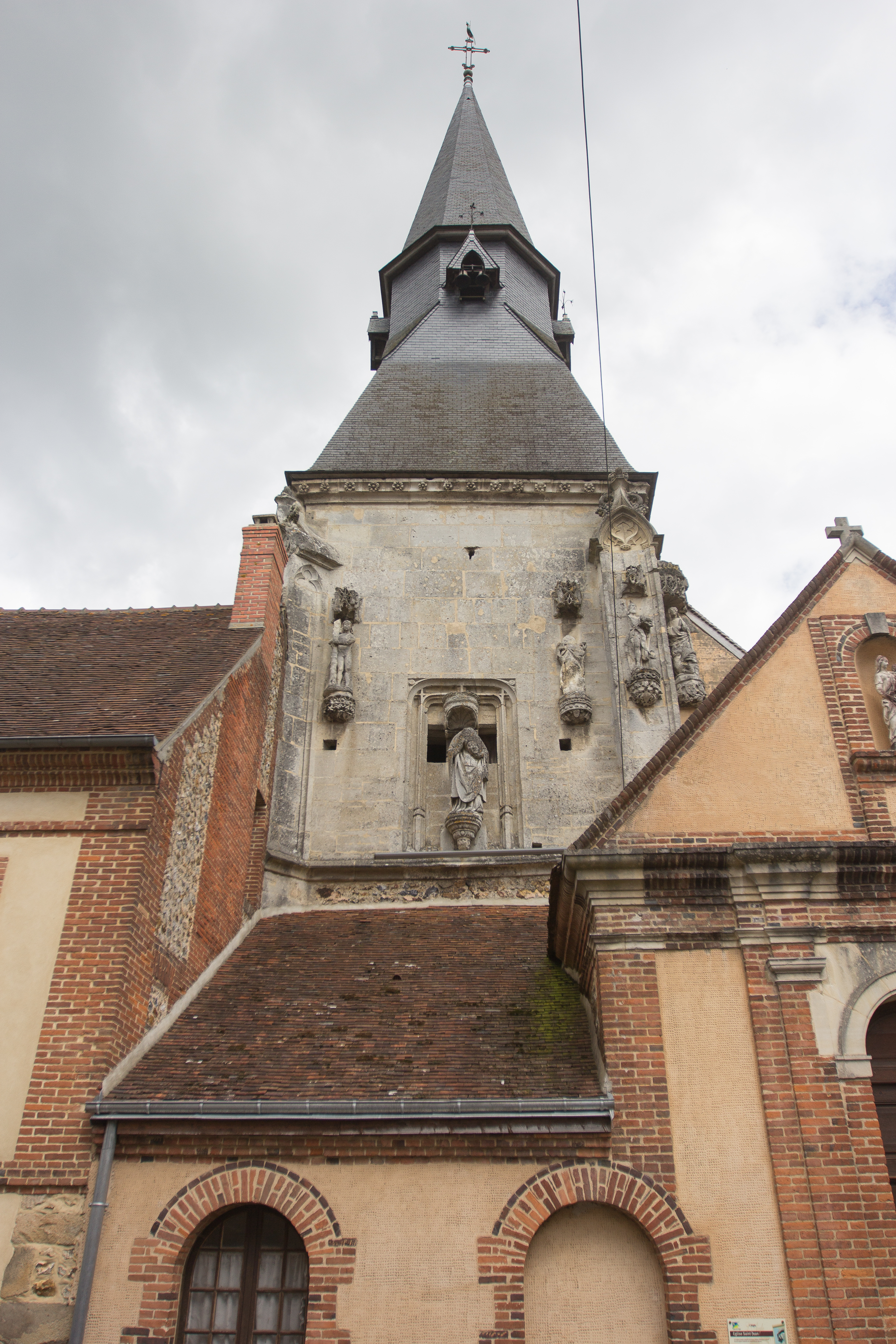
Le clocher de l'église vu depuis l'ouest.
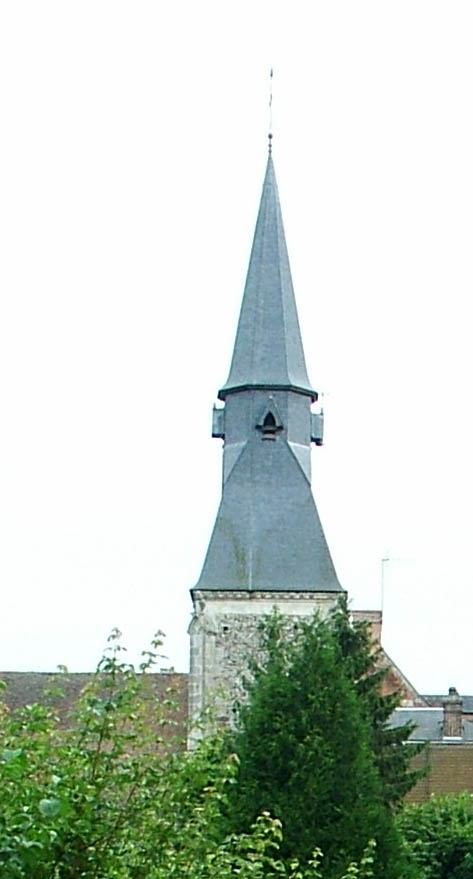
Le clocher de l'église vu depuis le nord.